# كيت كامبل هيرد ميد
كانت كيت كامبل هيرد ميد (6 أبريل 1867-1 يناير 1941)‏(بالإنجليزية: Kate Campbell Hurd-Mead)‏ ناشطة نسوية رائدة وطبيبة توليد شجعت على دور المرأة في الطب كما كتبت تاريخ النساء في الطب: من الأزمنة الأولى إلى بداية القرن التاسع عشر في عام 1938. ولدت في دانفيل كيبيك بكندا، وتوفيت في هادام، كونيتيكت، الولايات المتحدة.

## الحياة
كانت هيرد ميد أكبر ثلاثة أطفال ولدوا لإدوارد بايسون هيرد وهو طبيب ممارس وسارة إليزابيث (كامبل) هيرد. انتقلت العائلة إلى نيوبريبورت في ماساتشوستس حيث التحقت بالمدارس العامة في عام 1870.  قررت دراسة الطب احترامًا لمهنة والدها كطبيب وبناءً على نصيحة الدكتورة ماري بوتنام جاكوبي. أصبحت طالبة في كلية الطب النسائية في بنسلفانيا في فيلادلفيا عام 1885 حيث تخرجت عام 1888. أصبحت متدربة في مستشفى نيو إنجلاند للنساء والأطفال في بوسطن حيث درست مع الدكتورة ماري زاكشيفسكا. قامت بعمل ما بعد الدكتوراه في باريس وستوكهولم ولندن.
أصبحت المديرة الطبية لمدرسة برين ماور للبنات في بالتيمور عند عودتها إلى أمريكا عام 1890 وأسست برنامج الصحة الوقائية المبتكر في المدرسة والذي تضمن التربية البدنية والفحوصات الطبية الدورية. شاركت في تأسيس المستوصف المسائي للنساء والفتيات العاملات مع الدكتورة أليس هول وهي أول مؤسسة في بالتيمور توظف طبيبات. كانت مؤيدة قوية لنماذج صحة الأم ورعاية الأطفال الجديدة آنذاك.
تزوجت الدكتورة هيرد من ويليام إدوارد ميد عام 1893 وهو حاصل على درجة الدكتوراه وكان أستاذًا لتاريخ اللغة الإنجليزية في جامعة ويسليان وانتقلوا إلى ميدلتاون (كونيتيكت) ليكونا قريبين من جامعته.
كانت هيرد ميد واحدة من مؤسسي وطبيبة أمراض النساء في مستشفى مقاطعة ميدلسكس في كونيتيكت من عام 1907 حتى تقاعدها في عام 1925.
ساعدت أيضًا في تنظيم جمعية ممرضات منطقة ميدلتاون (1900) وكانت نائبة رئيس الجمعية الطبية الحكومية في ولاية كونيتيكت (1913-1914) ورئيسة الجمعية النسائية الطبية الأمريكية ومنظِّمة الجمعية الطبية النسائية الدولية (1919).
في اجتماع لنادي جونز هوبكنز التاريخي عام 1890 أصبحت مهتمة بتاريخ الطبيبات. أجرت بحثًا مكثفًا ونشرت «نساء أمريكا الطبيات» (1933) وفي عام 1938 أول تاريخ شامل لدور المرأة في الطب تاريخ المرأة في الطب: من الأزمنة الأولى إلى بداية القرن التاسع عشر.
لقد دافعت بقوة عن الوجود الحقيقي لتروتولا الطبيبة الصقلية في العصور الوسطى والتي حاول بعض المؤرخين القول إنها ليست شخصًا حقيقيًا بل اسمًا لمجموعة من الأعمال.

## الوفاة
ماتت الدكتورة هيرد ميد عن عمر يناهز 73 عامًا في حريق غابة بالقرب من منزلها أثناء محاولتها مساعدة القائم بأعمالها الذي توفي أيضًا في الحريق.